# 喬治·拉葉

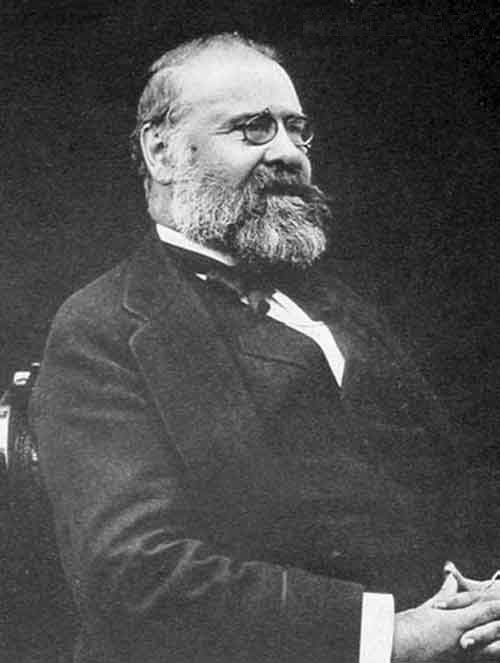
乔治·拉叶

乔治-安托萬-蓬斯·拉葉（法語：Georges-Antoine-Pons Rayet；1839年12月12日—1906年6月14日），法國天文學家，沃爾夫–拉葉星的其中一位發現者。 

## 生平
拉葉生於法國波爾多，畢業於巴黎高等師範學院。1863年起拉葉在巴黎天文台任職，主要研究氣象學和天文學，並且是當時的新領域光譜學的專家。
拉葉是波爾多天文台的建立者，並擔任台長25年直到去世為止。
1867年拉葉和夏爾·沃爾夫共同發現沃爾夫–拉葉星。

## 訃聞
- AN 172 (1906) 111//112（页面存档备份，存于） (in French)
- ApJ 25 (1906) 53（页面存档备份，存于）
- Obs 29 (1906) 332（页面存档备份，存于） (one paragraph)
- PASP 18 (1906) 280（页面存档备份，存于） (one sentence)